# Baiami loftyensis
Espèce
Baiami loftyensis est une espèce d'araignées aranéomorphes de la famille des Desidae.

## Distribution
Cette espèce est endémique d'Australie-Méridionale. Elle se rencontre vers le mont Lofty.

## Description
La carapace de la femelle holotype mesure 5,91 mm de long sur 4,25 mm de large, son abdomen 4,90 mm de long. La carapace des mâles mesure de 5,02 à 5,12 mm de long sur 3,70 à 3,75 mm de large, son abdomen de 4,90 à 5,50 mm de long.

## Systématique et taxinomie
Cette espèce a été décrite par Gray en 1982.

## Étymologie
Son nom d'espèce, composé de lofty et du suffixe latin -ensis, « qui vit dans, qui habite », lui a été donné en référence au lieu de sa découverte, le mont Lofty.

## Publication originale
- Gray, 1982 : « A revision of the spider genus Baiami Lehtinen (Araneae, Amaurobioidea). » Records of the Australian Museum, vol. 33, p. 779-802 (texte intégral).